# ماكسيميليان فورستر
ماكسيميليان فورستر (بالألمانية: Maximilian Forster)‏ هو لاعب هوكي الجليد ألماني، ولد في 19 سبتمبر 1990 في لاندسهوت في ألمانيا.

## وصلات خارجية
- ماكسيميليان فورستر على موقع EliteProspects.com (الإنجليزية)
- ماكسيميليان فورستر على موقع Eurohockey.com (الإنجليزية)
- ماكسيميليان فورستر على موقع HockeyDB.com (الإنجليزية)